# Мужские колготки

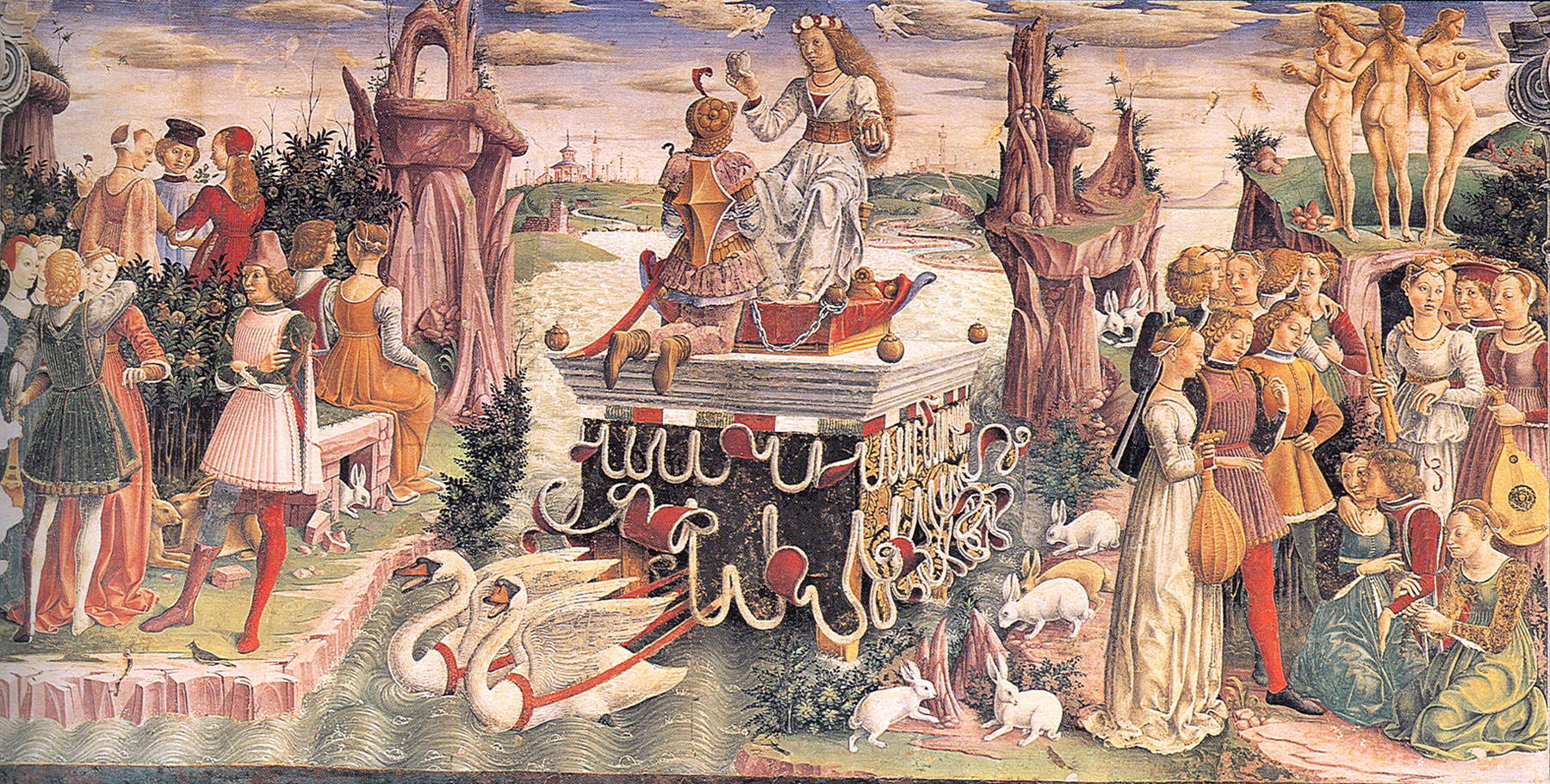
Мужчины в двухцветных чулках на фреске Франческо дель Коссы в Палаццо Скифанойя, ок. 1470

Мужски́е колго́тки (от чеш. kalhoty) — предназначенная для мужчин разновидность колготок, зачастую имеют гульфик или специальную ластовицу. Прототип появился в глубокой древности и в Средние века был обычной принадлежностью мужского гардероба.

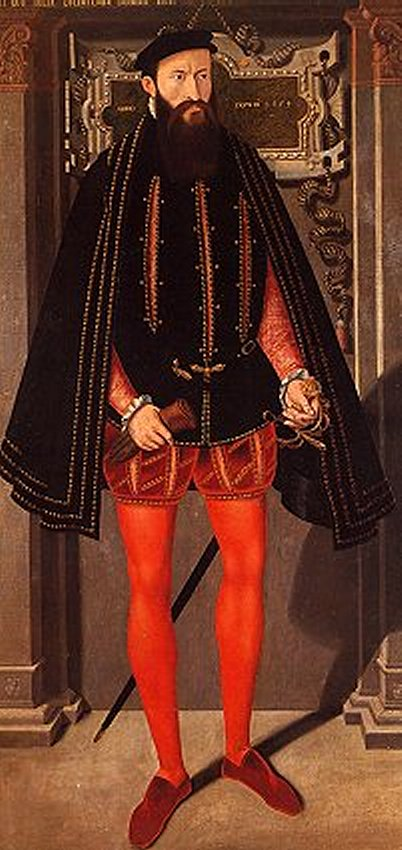
Вильгельм V Богатый, герцог Клевский в шоссах

С прототипом колготок конкурировали чулки. Считается, что уже в Древней Греции чулки носили исключительно мужчины. Известны средневековые длинные чулки-шоссы. У мужчин шоссы обычно достигали верхней части бедра и по бокам крепились шнурками к поясу, пропущенному через верхнюю часть (кулиску) льняных мужских штанов (брэ), входивших в состав нижнего белья. Они, в свою очередь, заправлялись внутрь шосс. Иллюстрации в манускриптах часто изображают такой способ носки. Примерно с середины XIV века шоссы начали сшивать вместе (первоначально только сзади, спереди крепился гульфик), таким образом получились штаны в обтяжку. В Италии мужские штаны-чулки назывались «кальцони», представляя собой узкие облегающие трико из эластичного сукна; чулки крепились на поясе так называемой плечевой одежды («соттовесты») — короткой, доходившей до талии или бёдер. Общества молодых аристократов носили название «compagnie Dell calza», что в переводе означает «компании чулок». Со временем эластичное сукно стало заменяться другими, более благородными материалами: шёлком и шерстью.

Людовик XIV в чулках и кюлотах

В «галантные эпохи» барокко, рококо и классицизма штаны-трико были окончательно вытеснены чулками, надевавшимися под облегающие и короткие, до колена, штаны-кюлоты. В отличие от женских чулок, спрятанных под юбками, мужские были предметом всеобщего обозрения. Вошли в историю дневники фаворитки испанского короля (XV век), которая при описании своих эротических фантазий упоминала «шёлковые чулки, облегающие мускулистые икры». В Англии был даже учреждён Орден Подвязки — высший рыцарский орден Великобритании, его название восходит к подвязке для чулок.

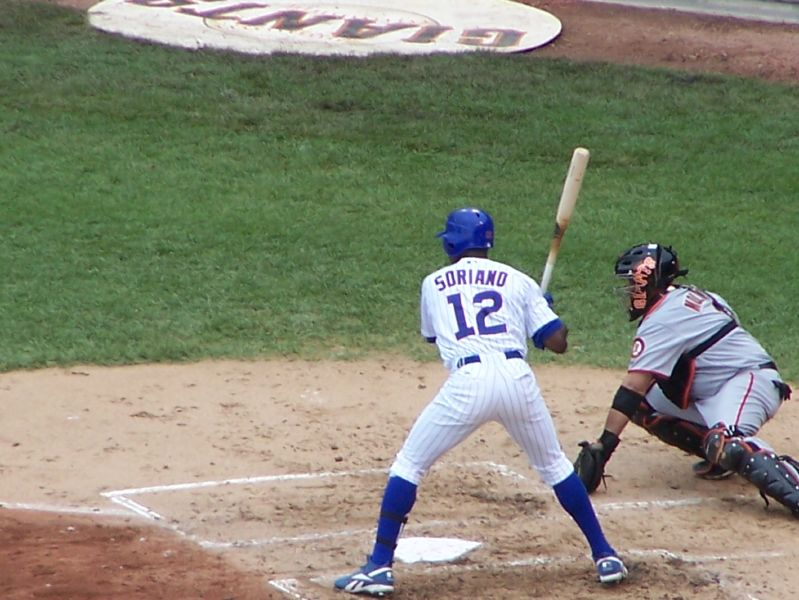
Бейсболист в бриджах и гольфах

После Великой французской революции мода на длинные брюки привела к тому, что чулки постепенно теряли своё значение как повседневный аксессуар мужского костюма. О прежней эпохе напоминали лишь лосины и рейтузы военных (в первой четверти XIX века), тренировочный и сценический реквизит артистов балета и цирка, а также короткие чулки-гольфы, которые носились с брюками-гольф (бриджами), снискавшими особенную популярность в 1890-х-1930-х годах у путешественников, спортсменов и представителей художественной интеллигенции (среди них М. Врубель, О. Уайльд, Н. Рерих, В. Набоков, Д. Хармс).
Непрактичность чулок в качестве нижнего белья, необходимость комбинировать их с другим исподним (подштанниками, панталонами) стала одной из причин появления нательных полотняных кальсон так называемого «армейского образца». Однако несмотря на то, что кальсоны совершенствовались (их современный вариант — термобельё), ни они, ни их заменители (тренировочные штаны, рейтузы) не заняли место универсального предмета мужского гардероба в холодное время года. В результате многие мужчины вообще отказались от ношения длинного нижнего белья, считая кальсоны не вполне эстетичной и удобной, а чулки — во всех смыслах неудобной деталью одежды.
Холод собачий, и я жалею, что не взял тёплых чулок…Александр Вертинский, Из писем жене
В конце 1950-х годов поступили в продажу первые экспериментальные промышленные модели мужских колготок германских и австрийских производителей (Elza GmbH, Uhlmann, Kunert), не получившие большого распространения. Ещё через 10 лет трикотажные мужские колготки (из хлопчатобумажной нити, акрилового волокна, полушерстяные) были введены в постоянный ассортимент галантерейных товаров в Западной Европе (ФРГ), а также в некоторых странах социалистического лагеря (например, ГДР.) Тогда же в европейских каталогах одежды появился маркетинговый слоган «колготки для всей семьи», преобразованный из рекламы начала XX века «чулки для мужчин, женщин и детей». Сексуальная революция способствовала разрушению сложившихся в эпоху индустриализации традиционных представлений, связанных с обязательным мужским дресс-кодом и маскулинностью, мужчинам были предложены преимущества современных колготок.
Очередным событием на рынке нижнего белья стало появление в 1999 году пробной мужской линии в эксклюзивной продукции австрийского бренда Wolford. Вскоре после этого некоторые фирмы в США, Европе (Болгария, Германия, Чехия, Франция, Польша, Италия) и Азии (Китай) впервые начали активно разрабатывать и выпускать мужские модели синтетических эластичных колготок разной степени плотности, рассчитанные на широкого потребителя (Adrian, Tim, Doyeah, Emilio Cavallini, Fibrotex, Knittex, Pearl&Poseidon.) Разновидности мужских колготок без следа (легинсов) стали выпускать некоторые чулочные фабрики в странах СНГ. Ряд ведущих западных и российских модельеров (Жан-Поль Готье, Вячеслав Зайцев) включили колготки в свои коллекции для мужчин. Кто-то называет такую тенденцию эмансипацией, другие — тягой к экстравагантности, третьи — стремлением к комфорту и эстетике.